# Algimantas Gaubas
Algimantas Gaubas (* 18. Juni 1955 in Drąsučiai, Rajon Kuršėnai) ist ein litauischer Politiker. Er ist Bürgermeister der Rajongemeinde Šiauliai.

## Leben
Nach dem Abitur absolvierte er 1978 das Diplomstudium der Autowirtschaft am Vilniaus inžinerinis statybos institutas.
Von 1995 bis 2004 und von 2005 bis 2008 leitete er eine Unterabteilung der Verwaltung des Bezirks Šiauliai. Von 2004 bis 2005 war er und seit 2008 ist er erneut Bürgermeister der Rajongemeinde Šiauliai.
Ab 1990 war er Mitglied der LDDP, ab 2001 der LSDP.